# Durarara!!
Durarara!! (jap. デュラララ!!, Dyurarara!!) ist eine Light-Novel-Reihe des japanischen Autors Ryōgo Narita. Der erste Band der Reihe wurde im April 2004 von Media Works unter dem Imprint Dengeki Bunko publiziert und später im Zusammenschluss ASCII Media Works fortgeführt. Die Buchreihe wurde sowohl als Manga als auch als Anime-Fernsehserie adaptiert.

## Handlung

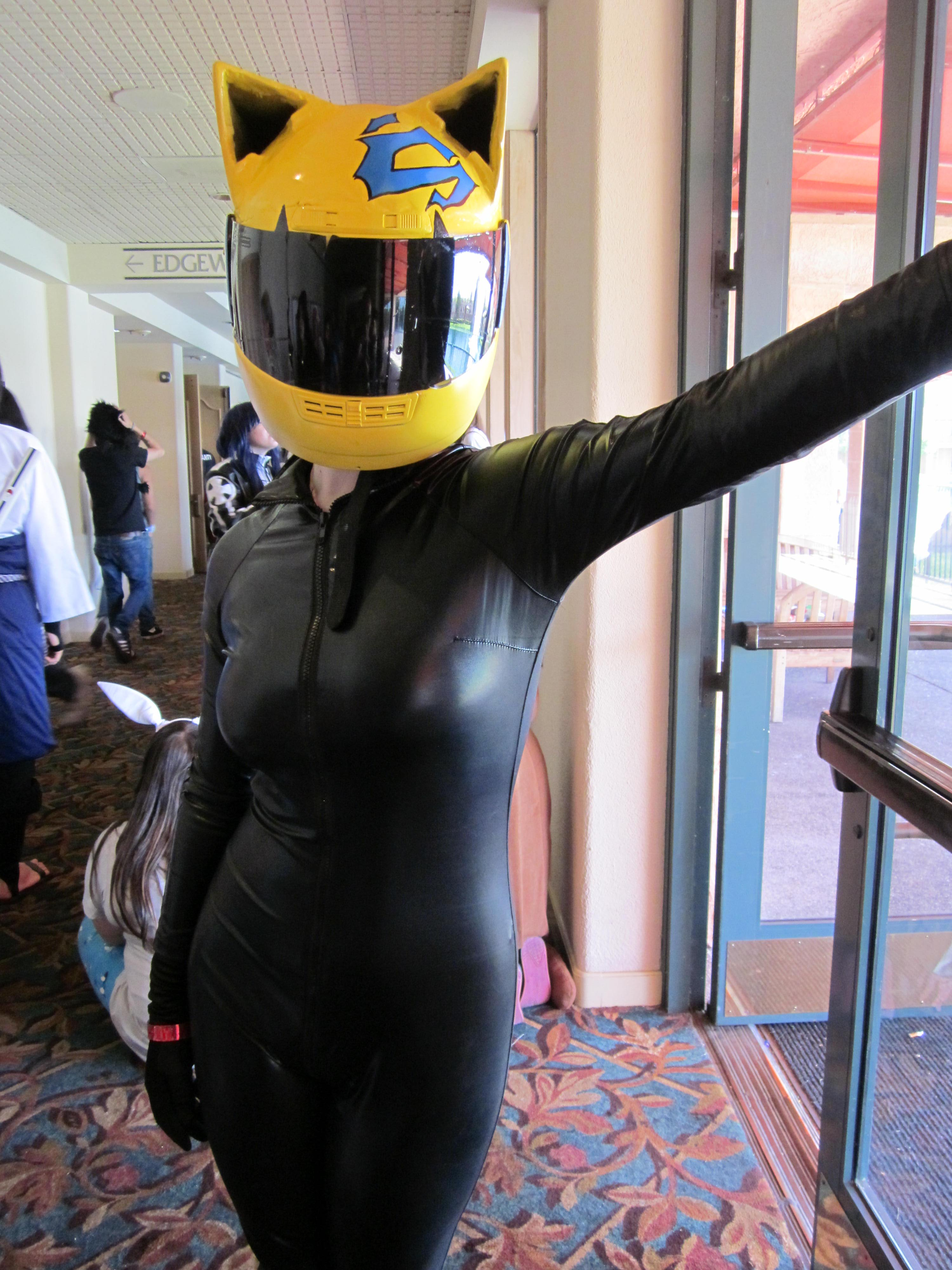
Cosplayerin als Celty Sturluson

Der junge Mikado Ryūgamine (竜ヶ峰 帝人) lebte lange nur in der Kleinstadt, in der er geboren wurde, und konnte selbst zu Klassenausflügen nicht mitkommen. Mit seinem Start in die Oberschule möchte er an dem aufregenden Leben einer Großstadt teilhaben und folgt der Einladung seines Kindheitsfreunds Masaomi Kida (紀田 正臣) an eine Schule in Ikebukuro. Masaomi zeigt seinem Freund die Stadt und stellt ihm einige seiner Freunde vor; und schließlich warnt er vor Leuten und Banden, denen Mikado besser aus dem Weg gehen sollte. Dazu gehören der gewalttätige Shizuo Heiwajima (平和島 静雄), der Informationsverkäufer Izaya Orihara (折原 臨也) und eine mysteriöse Gang, die Dollars genannt wird. Gleich an seinem ersten Tag gelingt es ihm außerdem, einen Blick auf eine urbane Legende zu werfen: eine kopflose Motorradfahrerin, die als Kurier für den Untergrund von Ikebukuro arbeitet.
Die Motorradfahrerin lebt bei Shinra Kishitani (岸谷 新羅), einem Arzt, der für den Kriminelle in Ikebukuro arbeitet. Vor 20 Jahren kam die Dullahan namens Celty Sturluson auf der Suche nach ihrem verlorenen Kopf von Irland nach Japan. Sie erhofft sich hier weitere Informationen über ihren Kopf, den sie in ihrer Nähe spürt, während die Aufträge für die Tokioter Unterwelt ausführt. Ihren Mitbewohner, der an ihrem Wesen aber auch an ihr als Frau interessiert ist, hat sie bei ihrer Reise kennengelernt, als er noch ein Kind war.
In seiner Klasse wird Mikado zum Sprecher gewählt, zusammen mit dem zurückhaltenden Mädchen Anri Sonohara (園原 杏里). Bald sehen Masaomi und Mikado, wie ihre Mitschülerin von einigen Mädchen und einem vermeintlichen Mitglied der Dollars bedroht wird. Als sie eingreifen wollen, kommt auch Izaya hinzu, dann weitere Dollars und schließlich Shizuo, sodass es zu einer Prügelei ausartet – auch weil Shizuo Izaya hasst und ihn nicht in Ikebukuro sehen will. Sein Hass gründet nicht nur in seiner grundsätzlichen Abneigung, sondern darin, dass Izaya ihn einmal ein Verbrechen angehängt hat und Shizuo so seine Arbeit als Barman verlor. Dennoch trägt er noch täglich sein Baroutfit, auch wenn er jetzt als Bodyguard für den Schuldeneintreiber Tom arbeitet. Shizuo ist herausragend stark, da sein Körper seine Kraft nicht bändigen kann. So hat er sich zwar als Kind oft selbst verletzt, wurde aber immer widerstandsfähiger.
Masaomi ist neugierig, was hinter den Dollars steckt, findet aber nur wenig über sie heraus. Die Gruppe hat keine Hierarchie und scheinbar machen alle Mitglieder nur, wonach ihnen ist. Auch Masaomis Freunde erhalten eine Einladung, während sie einen ihnen bekannten illegalen Einwanderer vor Menschenhändlern retten. Nicht lange darauf geht das Gerücht um, die Dollars retten Menschen vor Entführungen. In dem Unternehmen, das diese Entführungen beauftragt und an den Entführten Experimente und Operationen durchführt, arbeitet Namie Yagiri. Ihr Bruder Seiji Yagiri ist seit seiner Kindheit vom Kopf einer Dullahan besessen, der sich im Besitz der Familie befindet. Als er eines Tages mit dem Kopf verschwindet, findet Namie Yagiri ihren Bruder mit dem Kopf und der erschlagenen Schülerin Mika Harima auf, die Seiji verfolgt hat. Mit dem Kopf der Dullahan auf dem Körper will Seiji nun endlich seine Liebe ausleben können. Doch ist er mit seiner Besessenheit weiterhin unzuverlässig und bringt die Machenschaften der Firma in Gefahr. Zudem ist Namie von ihrem Bruder nicht weniger besessen und auf dessen Liebe eifersüchtig.
Als Mika Harima zusammen mit Seiji auf Celty trifft, die an ihr ihren Kopf wiedererkennt, gerät Mika in Panik und flieht. Zufällig trifft sie auf Mikado und findet bei ihm Zuflucht. Als der anderntags wieder nach Hause kommt, ist Mika verschwunden und er wird von Yagiris Handlangern angegriffen, die auf der Suche nach Mika sind. Doch Izaya und Celty, ebenfalls auf der Suche nach Mika, helfen ihm. Um Yagiri zu überlisten, offenbart Mikado, dass er der Gründer der Dollars ist. Zunächst aus Langeweile in seiner Kleinstadt heraus über das Internet entstanden, hätten sie sich verselbstständigt. Nun ruft er alle erstmals zu einem Treffen zusammen – dort wo er auch Yagiri hinbestellt. Ohne Angriff gerät sie bereits durch die Übermacht der hunderten von Menschen in Panik. Auch Seiji tritt auf und fordert seine Liebste zurück. Dabei erfährt er, dass Mika nicht wirklich Celtys Kopf trägt, sondern nur umoperiert wurde, um so auszusehen. Seiji sollte sich so endlich von dem Dullahan-Kopf lösen. Nun willigt er in eine Beziehung mit Mika ein, die ihn liebt, obwohl er sie töten wollte, da sie ihn zumindest an seine große Liebe erinnert. Da Celty dies alles mitbekommt, weiß sie nun, dass Shinra, der die Operation an Mika durchführte, schon lange weiß, wo ihr Kopf ist. Sie stellt ihn zur Rede und er verteidigt sich damit, dass er fürchtete, sie zu verlieren, wenn sie ihr Ziel erreicht. Sie habe die letzten Jahre auch ohne ihren Kopf ein erfülltes Leben geführt. Celty verzeiht Shinra, auch wenn sie ihre Unsicherheit, ihren Kopf nicht zurückzuhaben, nicht ganz verlässt.
Währenddessen gesteht Mikado, der seinen Klassenkameraden nichts von seiner Rolle bei den Dollars und den Ereignissen um ihn verrät, Sonohara seine Liebe.

## Entstehung und Veröffentlichungen
Die Light-Novel-Reihe Durarara!! wird von Ryōgo Narita geschrieben und verwendet Illustrationen von Suzuhito Yasuda. Seit 10. April 2004 erschien die Buchreihe beim japanischen Verlag Media Works. Ausgaben die nach April 2008 erschienen, wurden von ASCII Media Works herausgegeben, dem Unternehmen, das aus der Fusion von Media Works und ASCII hervorgegangen war. In beiden Fällen wurden die Ausgaben der noch nicht abgeschlossenen Reihe unter dem Imprint Dengeki Bunko publiziert. Der 13. und letzte Band erschien am 10. Januar 2014, wobei die Serie am 10. April 2014 mit Durarara!! SH eine Fortsetzung erhielt, von der bisher (Stand: Juli 2015) drei Bände veröffentlicht wurde.
Durarara!!:
- Bd. 01: ISBN 4-8402-2646-6, 10. April 2004
- Bd. 02: ISBN 4-8402-3000-5, 10. März 2005
- Bd. 03: ISBN 4-8402-3516-3, 10. August 2006
- Bd. 04: ISBN 978-4-8402-4186-1, 10. März 2008
- Bd. 05: ISBN 978-4-04-867595-6, 10. März 2009
- Bd. 06: ISBN 978-4-04-867905-3, 10. Juli 2009
- Bd. 07: ISBN 978-4-04-868276-3, 10. Januar 2010
- Bd. 08: ISBN 978-4-04-868599-3, 10. Juni 2010
- Bd. 09: ISBN 978-4-04-870274-4, 10. Februar 2011
- Bd. 10: ISBN 978-4-04-870729-9, 10. August 2011
- Bd. 11: ISBN 978-4-04-886562-3, 10. Mai 2012
- Bd. 12: ISBN 978-4-04-891746-9, 7. Juni 2013
- Bd. 13: ISBN 978-4-04-866217-8, 10. Januar 2014

Durarara!! SH:
- Bd. 01: ISBN 978-4-04-866486-8, 10. April 2014
- Bd. 02: ISBN 978-4-04-869008-9, 10. Oktober 2014
- Bd. 03: ISBN 978-4-04-869169-7, 10. Januar 2015

Im Juli 2010 erschien zudem der Extraband Durarara!! no Subete (デュラララ!!ノ全テ; ISBN 978-4-04-868793-5), im August 2014 das Spin-off Durarara!! Gaiden (デュラララ!!外伝; ISBN 978-4-04-866830-9) und The Sunset, With Izaya Orihara (折原臨也と、夕焼けを; ISBN 978-4-04-865243-8) im Juli 2015.
Die Light Novel wurde in den USA von Yen Press lizenziert und soll ab Juli 2015 erscheinen.

## Adaptionen

### Manga
Aufbauend auf der von Ryōgo Narita geschriebenen Handlung zeichnet Akiyo Satorigi eine gleichnamige Manga-Reihe. Sie wurde von Ausgabe 7/2009 (18. Juni 2009) bis 5/2011 (18. April 2011) innerhalb des Magazins Gekkan GFantasy publiziert, das von Square Enix herausgegeben wird und von Dezember 2009 bis Juni 2011 in vier Sammelbänden (Tankōbon) zusammengefasst wurde.
Von Ausgabe 10/2011 (18. September 2011) bis 2/2013 (18. Januar 2013) lief dann die Fortsetzung Durarara!! Saika-hen (デュラララ!! 罪歌編), die auch in drei Sammelbänden erschien.
Die jüngste Fortsetzung ist Durarara!! Kōkinzoku-hen (デュラララ!! 巾賊編), die seit Ausgabe 5/2013 (18. April 2013) erscheint.
Auf Deutsch erschien die erste Reihe von Oktober 2017 bis April 2018 bei Egmont Manga mit allen vier Bänden. Eine englische Fassung der ersten beiden Reihen erscheint seit Januar 2012 bei Yen Press.
Daneben erschien am 26. Juni 2010 der Anthologie-Manga Durarara!! Anthology Comic Duralove!! (デュラララ!! アンソロジーコミック デュララブ!!, Dyurarara!! Ansorojī Komikku Durarabu!!), der Kurzgeschichten unterschiedlicher Mangaka enthielt.

### Anime

#### Durarara!!
Aufbauend auf der Romanreihe produzierte das Animationsstudio Brain’s Base unter der Regie von Takahiro Ōmori eine Anime-Fernsehserie. Hauptautor war Noboru Takagi. Das Charakterdesign entwarf Takahiro Kishida auf Basis des ursprünglichen Zeichnungen von Suzuhito Yasuda und die künstlerische Leitung übernahm Akira Itō, während Akira Takata die Animationsregie leitete. Die Geschichte wird je nach Episode immer wieder aus der Perspektive einer anderen Figur erzählt und nach und nach verweben sich die Erzählstränge zu einem Ganzen.
Die Serie startete am 8. Januar 2010 nach Mitternacht und damit am vorherigen Fernsehtag auf MBS, wo sie mit 24 Folgen bis zum 25. Juni 2010 lief. Die Sender TBS und Chubu-Nippon Broadcasting begannen einige Tage später ebenfalls mit der Ausstrahlung. Parallel dazu wurde die Serie mit englischen Untertiteln auf Crunchyroll auch als Stream angeboten. Die spätere Blu-Ray- bzw. DVD-Veröffentlichung enthielt noch zwei zusätzliche Episoden 12.5 und 25.
In Europa wurde die Serie von Beez Entertainment lizenziert und wird ab Januar 2011 mit deutschen Untertiteln durch Al!ve vertrieben. In Deutschland erwarb Peppermint Anime die Lizenz. Der erste Teil soll im März 2016 in deutscher Synchronfassung erscheinen.

#### Durarara!!×2
Am 16. März 2014 wurde zum jährlichen Dengeki Game Festival im tokyoter Stadtteil Akihabara die Fortsetzung Durarara!!×2 angekündigt. Mit dieser wird auch zum neuen Animationsstudio Studio Shuka gewechselt bei gleichbleibendem Produktionsstab. Die Fortsetzung soll dabei aus mehreren Staffeln bestehen die halbjährlich erscheinen sollen: Durarara!!×2 Shō (デュラララ!!×2 承) ab Januar 2015, Durarara!!×2 Ten (デュラララ!!×2 転) ab Juli 2015 und Durarara!!×2 Ketsu (デュラララ!!×2 結) ab Januar 2016 (zur Benennung siehe Ki-Shō-Ten-Ketsu).
Durarara!!×2 Shō lief mit 12 Folgen vom 10. Januar bis 28. März 2015 zuerst auf Tokyo MX, Gunma TV und Tochigi TV, sowie mit Versatz auch auf BS11, Mainichi Hōsō und CBC. Wie schon beim Vorgänger wird auch diese Serie von Crunchyroll mit englischen Untertiteln in Nord- und Südamerika und den britischen Inseln als Simulcast gestreamt.
Durarara!!×2 Ten lief vom 4. Juli bis 29. September 2015 und Durarara!!×2 Ketsu vom 9. Januar 2016 bis 26. März 2016 mit je ebenfalls 12 Folgen auf den gleichen Sendern und ebenfalls bei Crunchyroll.
2015 erschien in Japan auch eine 25 Minuten lange Original Video Animation zur Serie unter dem Titel Durarara!!×2 Ten Gaiden!?

#### Synchronisation
| Rolle            | japanischer Sprecher (Seiyū) | deutscher Sprecher |
| ---------------- | ---------------------------- | ------------------ |
| Celty Sturluson  | Miyuki Sawashiro             | Franca Orlia       |
| Mikado Ryūgamine | Toshiyuki Toyonaga           | Christian Zeiger   |
| Masaomi Kida     | Mamoru Miyano                | Amadeus Strobl     |
| Anri Sonohara    | Kana Hanazawa                | Arlette Stanschus  |
| Izaya Orihara    | Hiroshi Kamiya               | René Dawn-Claude   |
| Shizuo Heiwajima | Daisuke Ono                  | Jaron Löwenberg    |
| Shinra Kishitani | Jun Fukuyama                 | Henning Nöhren     |
| Tom Tanaka       | Katsuyuki Konishi            | Jacob Weigert      |

#### Musik
Die Musik des Animes komponierte Makoto Yoshimori. Der Soundtrack wechselt zwischen Free Jazz, Hip-Hop  und klassischen Klängen. Die Vorspanntitel der ersten Serie sind Uragiri no Yūyake (裏切りの夕焼け) von Theatre Brook und Complication (コンプリケイション) von Rookiez is Punk’d. Für die beiden Abspanne verwendete man die Lieder Trust Me von Yūya Matsushita und Butterfly von On/Off. In der 6. Folge kommt außerdem das Lied rain tears vor, gesungen von Saki Fujita. Die Lieder stiegen bis auf Platz 12 und 11 bzw. 10 und 15 der Oricon-Charts.
Auch für die zweite Serie war Makoto Yoshimori als Komponist verpflichtet. Sie Vorspannlieder sind:
- Headhunt von Okamoto's
- day you laugh von Toshiyuki Toyonaga
- Stepping' Out von Flow

die Abspanntitel sind:
- Never Say Ever von ThreeLights Down Kings
- Exit von Revalcy
- Joker ni Yoroshiku (ジョーカーに宜しく) by Penguin Research

Außerdem wurden während der Folgen die Lieder little world und rain tears von Saki Fujita eingespielt.

## Rezeption
Die Geschichte der „sporadisch durch humorvolle Passagen aufgelockerten Melange von Mystery und Großstadtthriller“ wirke zunächst wirr, so die deutsche Zeitschrift Animania zum Anime. Dazu trage die Erzählung in wechselnden Perspektiven und die vielen Figuren bei. Letztlich meistere die Serie es aber, den Zuschauer trotzdem zu interessieren und Stück für Stück die Handlung zu offenbaren. Sie sei dabei „spannend und stilsicher inszeniert“, mit „gut inszenierten Actionszenen“, „teils abgedrehter“ musikalischer Untermalung und einer experimentellen aber dabei nicht anstrengenden optischen Umsetzung. Die Animationen sind flüssig und die Hintergründe auf hohem Niveau und aufwändig gestaltet.
Die Bände des ersten Mangas verkauften sich in Japan jeweils etwa 130.000, Die Bände der Seika-Reihe danach je über 24.000 mal.